# نیوپورت (ایندیانا)
نیوپورت (به انگلیسی: Newport) یک شهر در ایالات متحده آمریکا است که در شهرستان ورمیلیون، ایندیانا واقع شده‌است. نیوپورت ۲٫۲۶ کیلومتر مربع مساحت و ۵۱۵ نفر جمعیت دارد و ۱۶۱ متر بالاتر از سطح دریا واقع شده‌است.